# A Noise from the Deep
A Noise from the Deep è un cortometraggio muto del 1913 diretto da Mack Sennett.